# فونتوو-۱
فونتوو-۱ (به لاتین: Funtovo-1) یک منطقهٔ مسکونی در روسیه است که در استان آستراخان واقع شده‌است.